# Place Claude-Bourdet
La place Claude-Bourdet est une voie située dans le quartier Croulebarbe du 13e arrondissement.

## Situation et accès
La place Claude-Bourdet est desservie à proximité par les lignes 6 à la station Corvisart et 7 à la station Tolbiac.

## Origine du nom
La place doit son nom au résistant, journaliste et homme politique Claude Bourdet (1909-1996), qui fut également conseiller municipal de l'arrondissement.

## Historique
La place est créée et prend sa dénomination actuelle le 20 janvier 2003.

## Bâtiments remarquables et lieux de mémoire
- Le lycée Rodin donne sur la place.